# Bliksemdraad

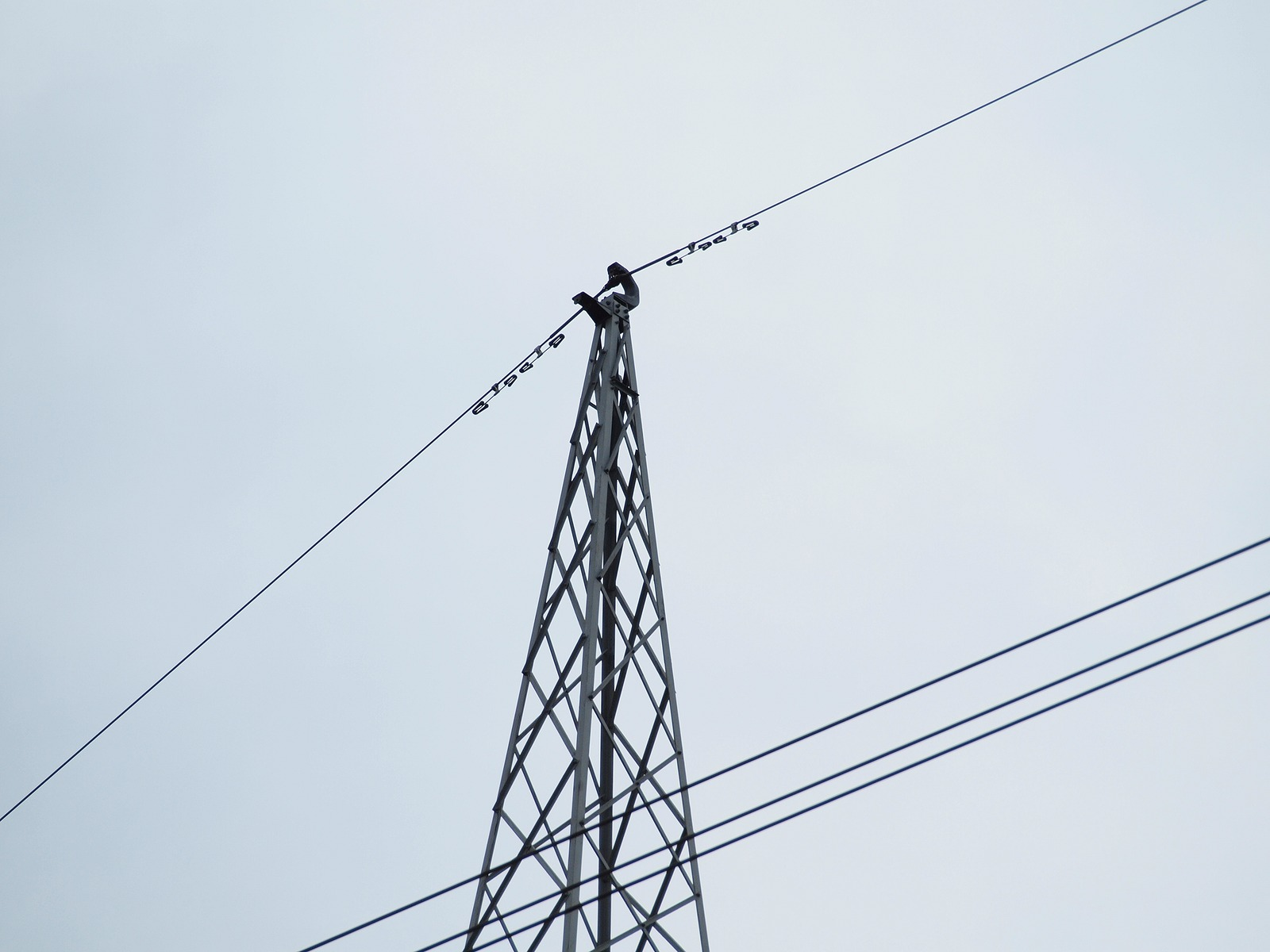
Bliksemdraad van een hoogspanningslijn, met Stockbridgedempers.

Een bliksemdraad is een geleidende draad die boven de stroomdraden van een bovengrondse hoogspanningsleiding hangt en dient als bescherming tegen blikseminslag, net als bliksemafleiders.
Als de bliksem zou inslaan op een stroomdraad, kan dat schade en storingen veroorzaken op de trafostations.
Bliksemdraden zijn vrijwel altijd geaard doordat ze elektrisch verbonden zijn met de hoogspanningsmasten.
De bliksem zal eerder inslaan op de bliksemdraden dan op de stroomdraden omdat de bliksemdraden hoger hangen en geaard zijn.
De meeste hoogspanningslijnen zijn voorzien van een of twee bliksemdraden; sommige lijnen hebben géén bliksemdraden, of drie of meer.
Ze zijn meestal dunner dan stroomvoerende draden. 
Bij blikseminslag kan er veel stroom lopen, maar dat duurt slechts korte tijd, en daarom kan een dunnere draad dat aan.

## Ophanging
De draden worden meestal opgehangen aan
- een extra hoge top boven op de mast, meestal scherp, boven de bovenste traverse. In dat geval wordt meestal maar één bliksemdraad gebruikt. Dit gebeurt vooral in Duitsland. De top op de mast wordt soms "pinakel" genoemd.
- een extra "bliksemtraverse" boven de andere traverses. Als die een vlakke bovenkant heeft heet het een "bliksembok"; die vindt men vooral in België. De afmetingen lopen uiteen.
- de bovenste traverse waaraan ook stroomvoerende draden hangen.
- draagconstructies die vastzitten aan de bovenste traverse. De uitvoering kan sterk wisselen, met benamingen als "kattenoor", "hoorn", "nonnenkap", "Y-top", en "gaffel".

Zeker bij vakwerkmasten komt veel variatie voor in ophanging. Hoekmasten en afspanmasten zijn meestal lager dan de overige masten van een hoogspanningslijn, en de geleiders hangen dichter bij de bovenkant van de mast.
Daarom moeten de bliksemdraden ten opzichte van de mast hoger worden opgehangen, en is de ophanging van de bliksemdraden anders dan bij draagmasten.

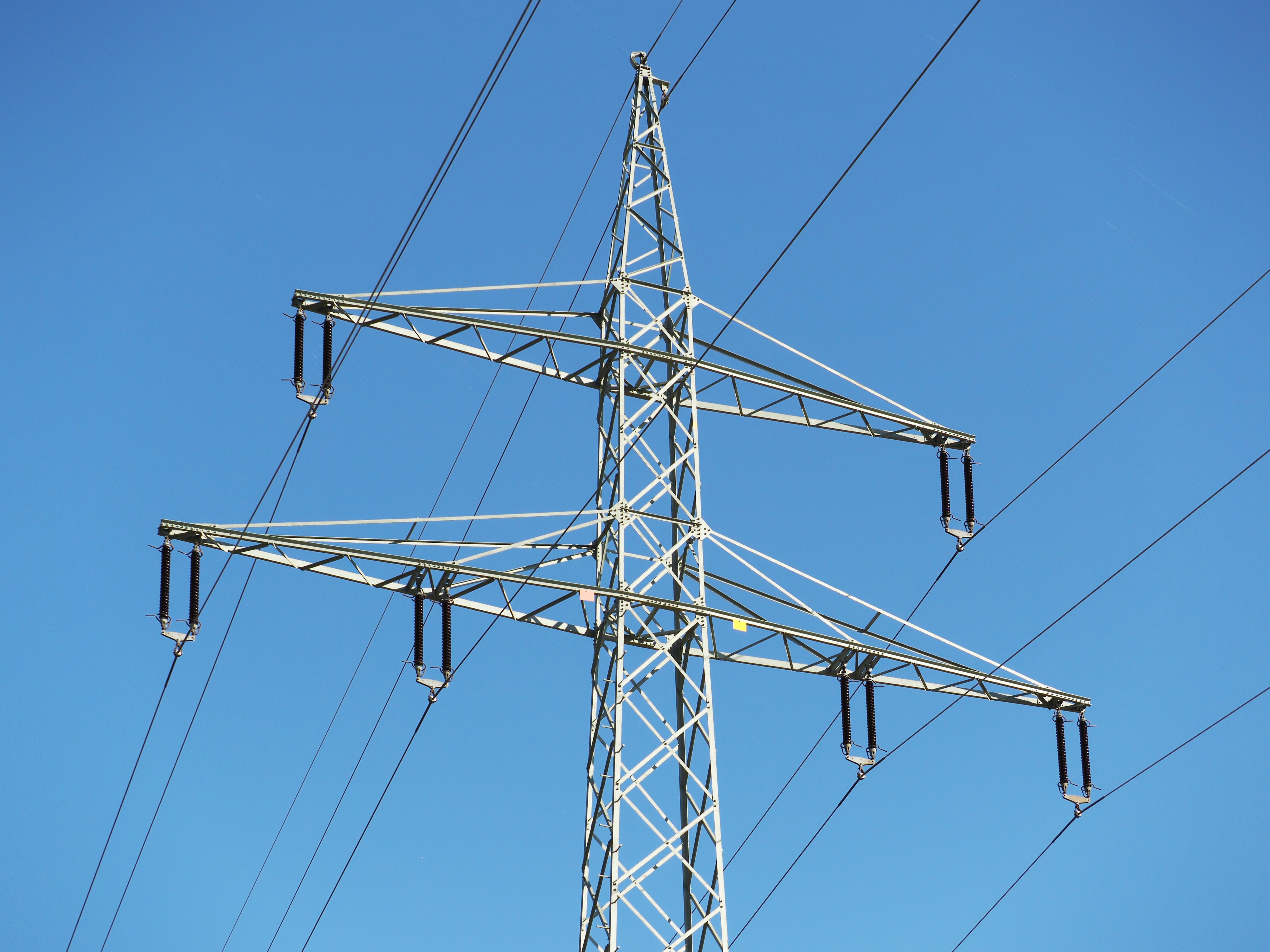
Duitse mast met enkele bliksemdraad op pinakel
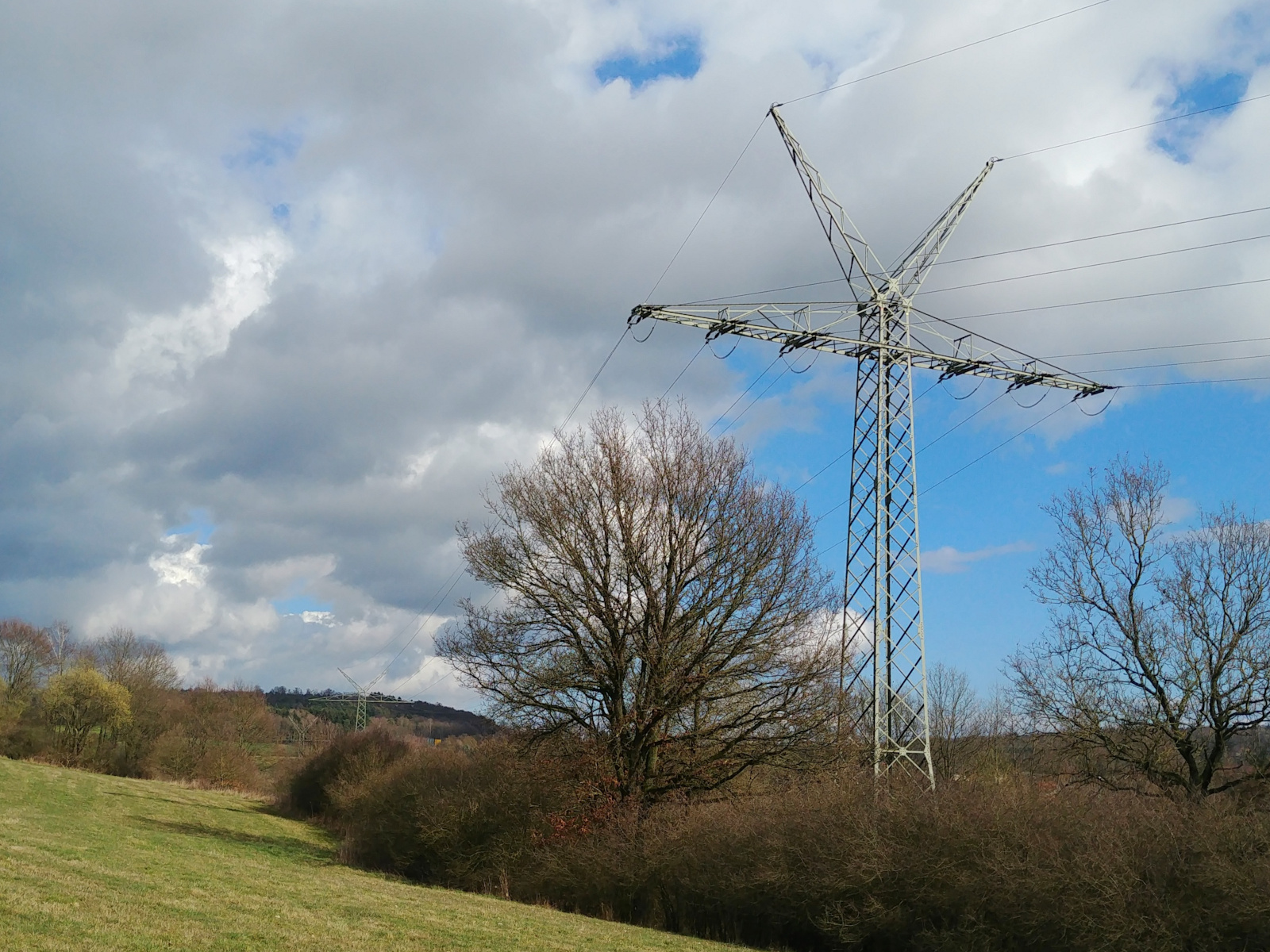
Twee hoorns
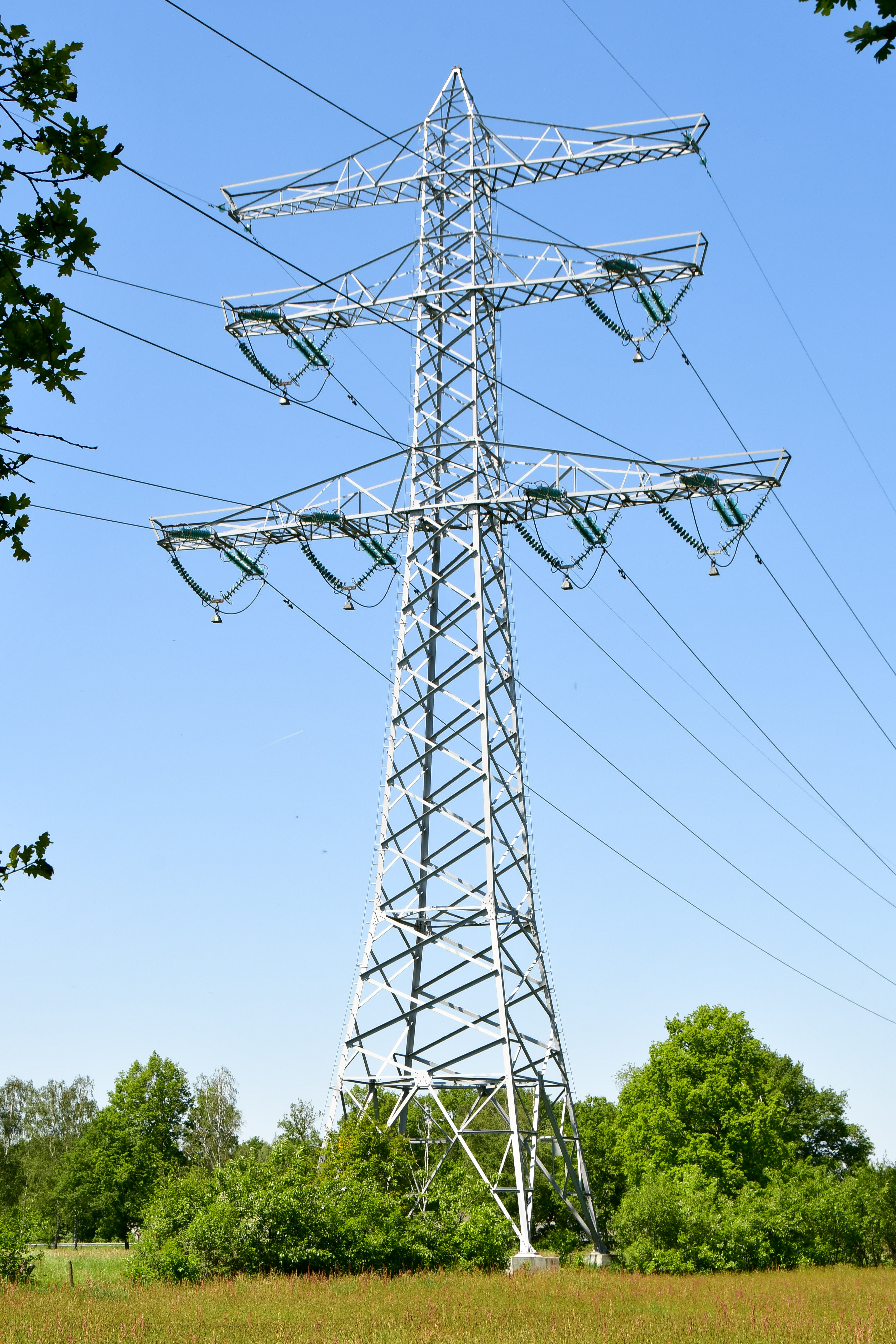
Bliksemdraden aan aparte traverse
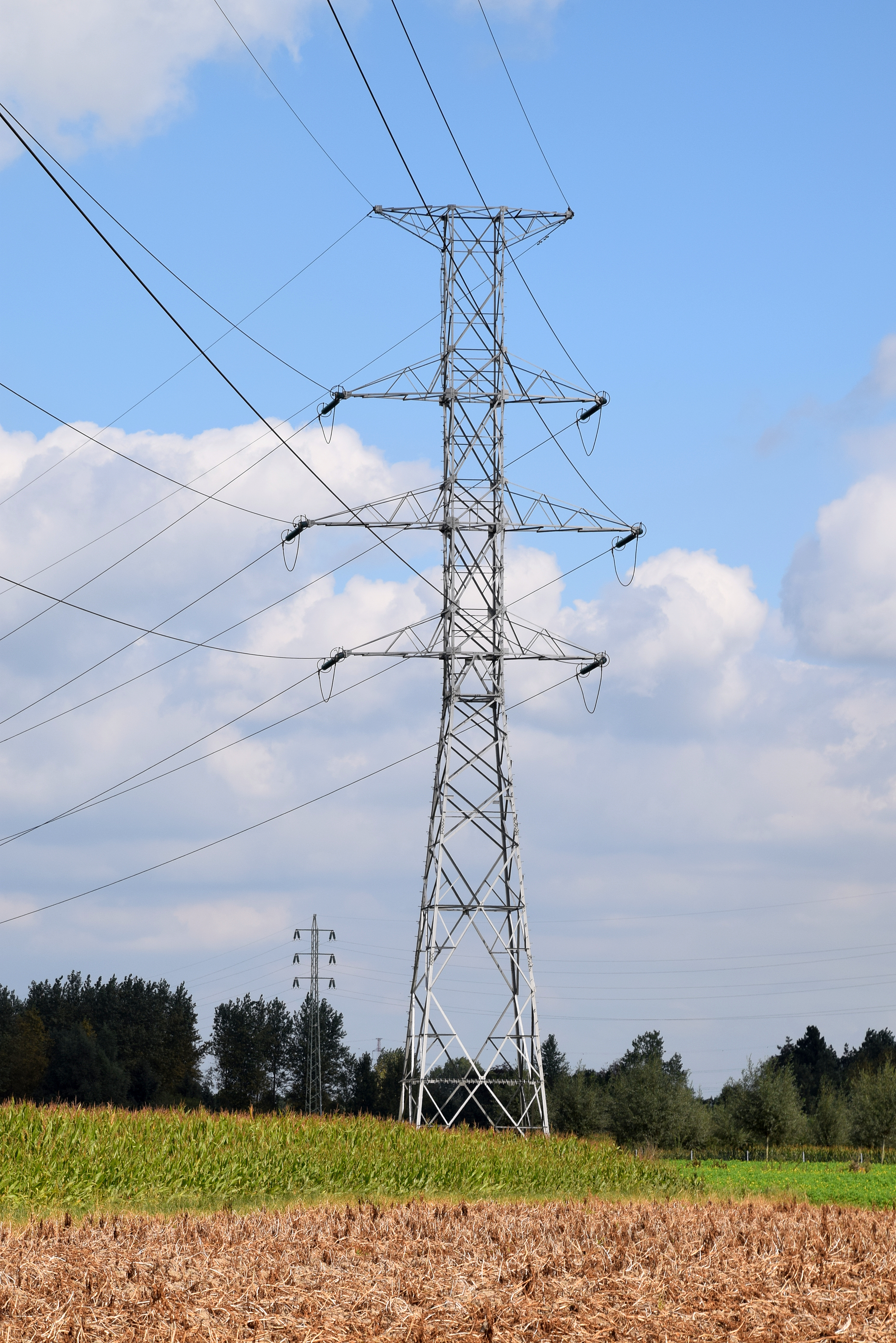
Mast met bliksembok
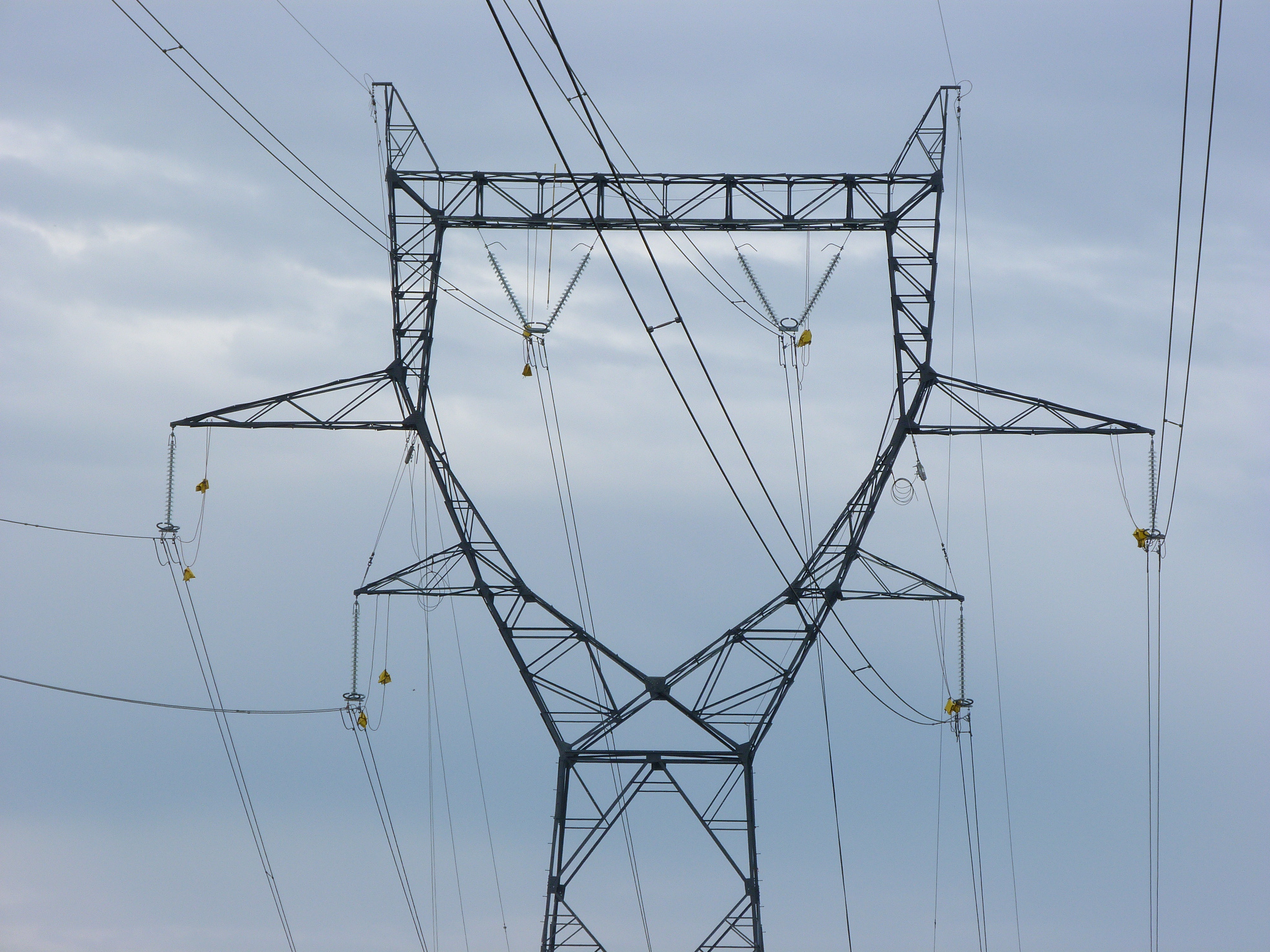
Mast, type Chat (kat), met kattenoren
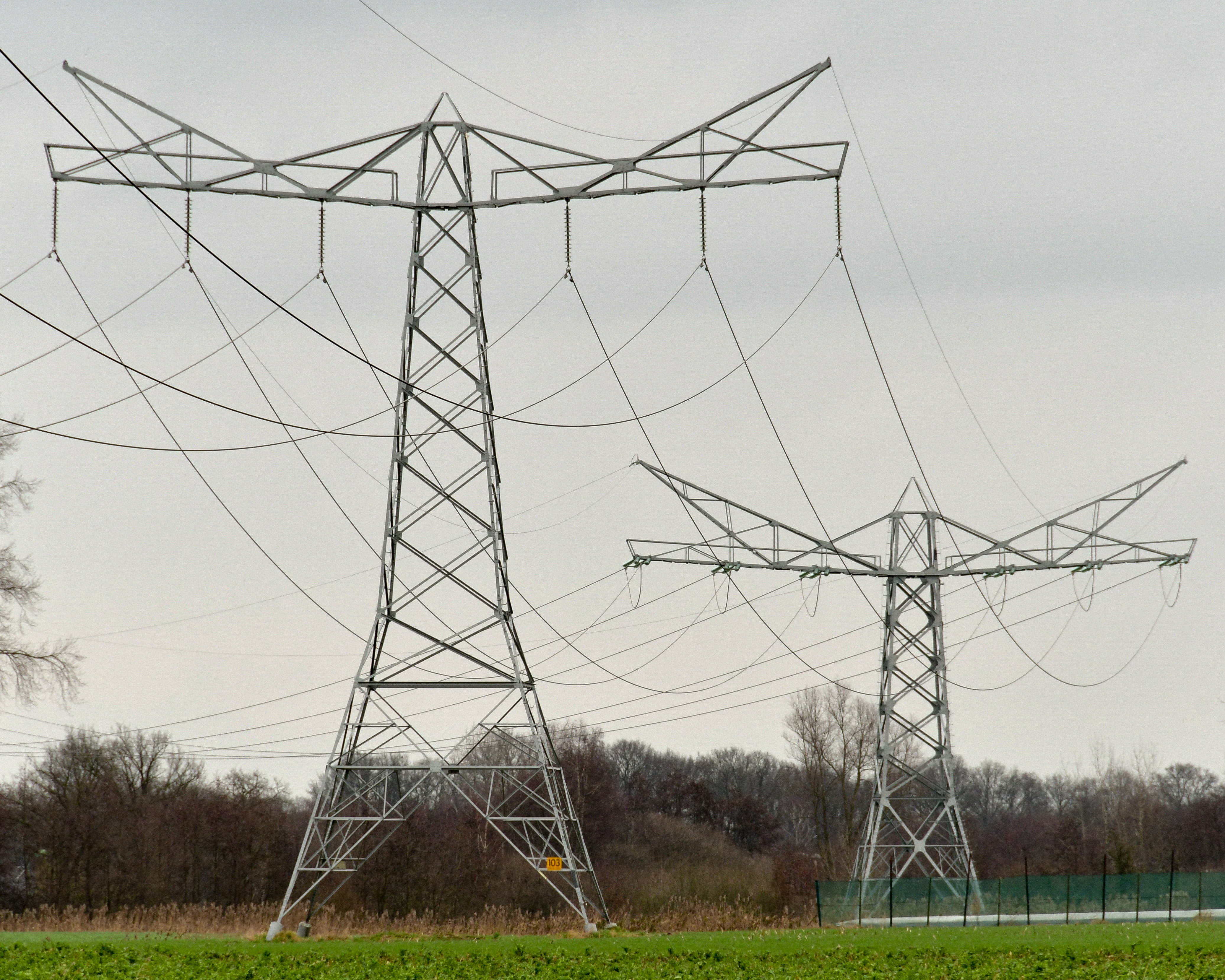
Ophanging aan traverse bij draagmast (voor) en aan "oor" bij hoekmast (achter)
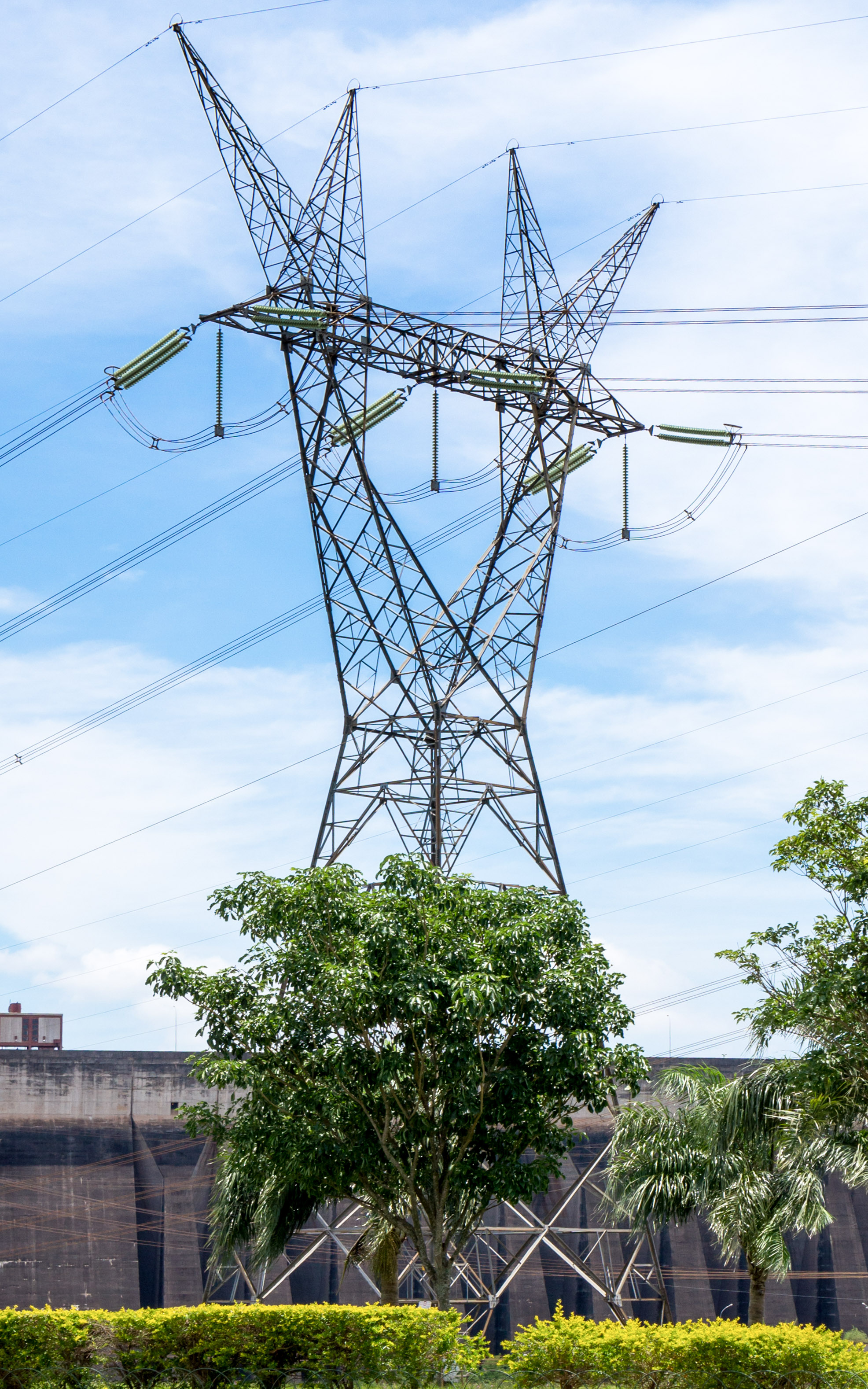
Mast met vier bliksemdraden

Soms zijn de bliksemdraden geïsoleerd opgehangen met glaskapisolatoren. 
In Nederland komt dit voor bij masten van het 380 kV-koppelnet.
De isolatoren (een aan elke zijde van een ophangpunt) zijn dan overbrugd door een geleidende verbinding met de mast.
Dit is wellicht gedaan om bij de bouw (zonder die overbrugging) te kunnen controleren of de aarding van de mast via de fundamenten aan de eisen voldoet.
Buiten Nederland komt ophanging aan isolatorkettingen voor.
Daaraan zijn dan vlamboogpinnen bevestigd, die via een vlamboog verbinding met aarde veroorzaken.

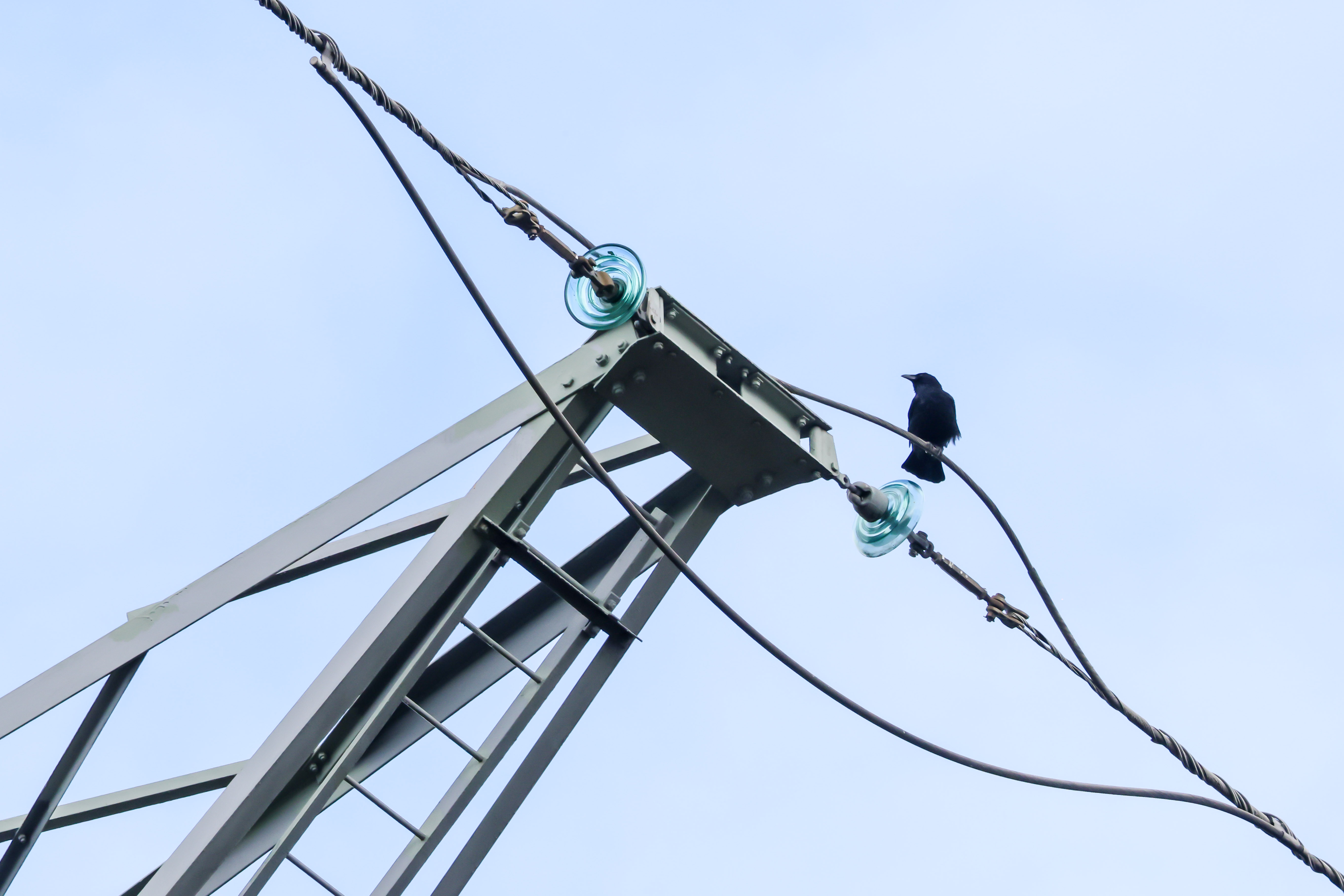
Ophanging met glaskapisolatoren
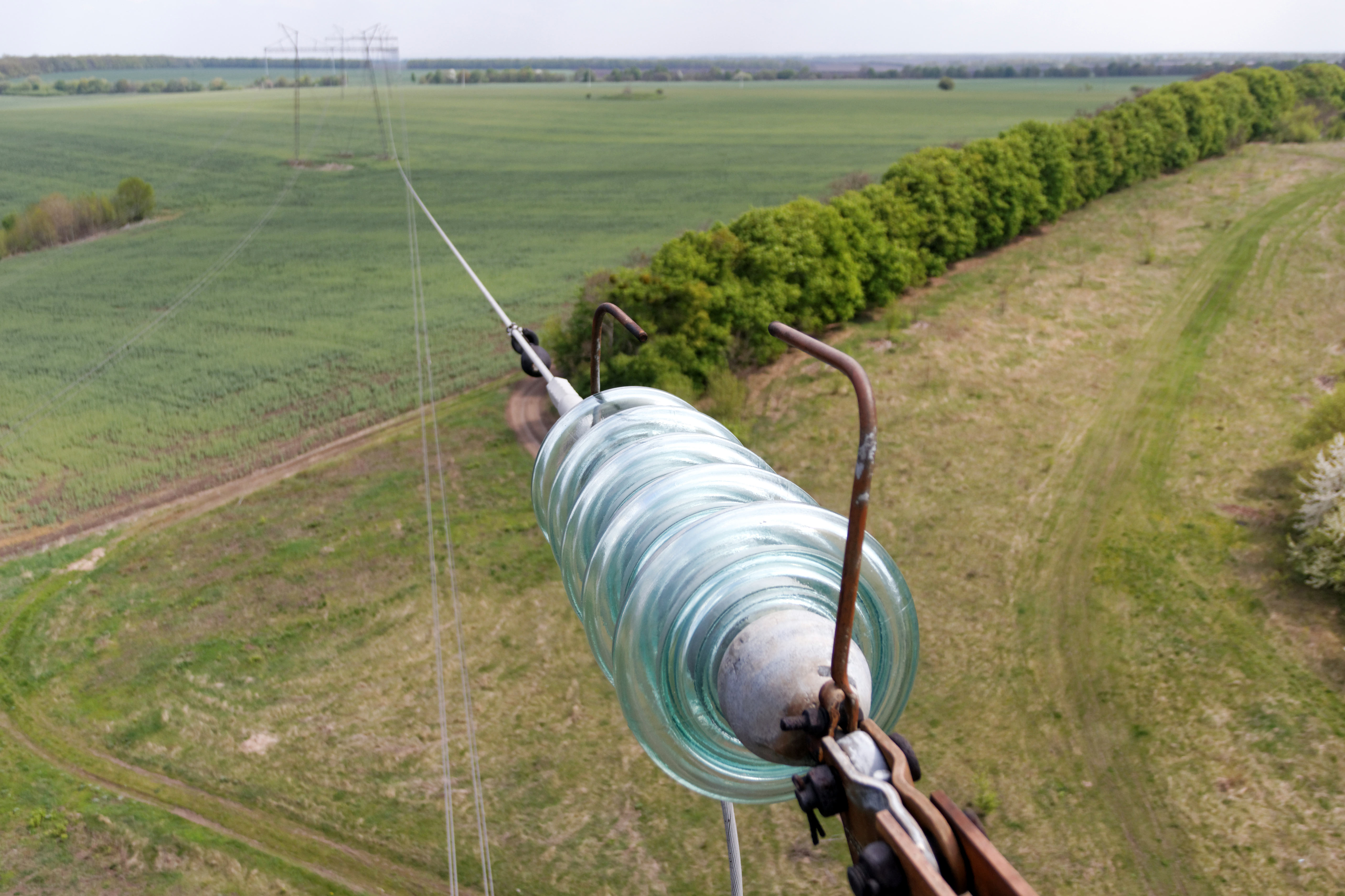
Ophanging met isolatorketting, met vlamboogpinnen voor aarding door een vonkbrug

## Glasvezel

Schematische doorsnede van een bliksemdraad met glasvezel.
1 Staaldraad bekleed met aluminium
2 Afgedichte roestvaststalen buis
3 Waterafstotende gel
4 Glasvezels
5 Draad van aluminiumlegering

In bliksemdraden wordt sinds de jaren 1980 vaak glasvezel verwerkt, die wordt gebruikt voor communicatie tussen onderstations.
De gangbare afkorting daarvoor is OPGW (OPtical Ground Wire).
Dit vergt een extra voorziening voor het doorverbinden van de glasvezels.
Een bliksemdraad kan vele tientallen glasvezels bevatten.
De glasvezels kunnen worden gebruikt door de beheerder van de hoogspanningslijn zelf, maar verhuur aan bedrijven komt ook voor.

## Zichtbaarheid

### Vogels
Ter vermindering van het aantal draadslachtoffers onder vogels worden aan de bliksemdraden wel vogelweringsspiralen bevestigd (vanwege de vorm ook wel "varkensstaarten" of "varkenskrullen" genoemd). Uit onderzoek in de jaren 1973-1978 is gebleken dat dit het aantal draadslachtoffers vermindert.
Ze maken het voor vogels makkelijker om te zien hoe dicht ze bij de draden zijn.
Moderne vogelweringsspiralen zijn meestal zwart of wit.
Een ander middel is de vogelflap.
In 2024 is TenneT gestart met een nieuw soort draadmarkering voor vogels, met de naam Firefly.
Die wordt uitgeprobeerd op de 150kV-lijn tussen Dodewaard en Ede
De Firefly kan met drones aan bliksemdraden bevestigd worden. 
Dat is veel goedkoper dan gebruik van helikopters of klimmers.
Het aantal vogelslachtoffers zou hierdoor dalen met 90%.

### Vliegverkeer
De zichtbaarheid van hoogspanningslijnen voor vliegverkeer wordt soms verbeterd door markeringsballen aan de bliksemdraden te bevestigen.
Dit kan gedaan worden bij vliegvelden en hoge overspanningen (bijvoorbeeld over een diep dal).
De bollen kunnen radarreflectoren bevatten zodat ze zichtbaar zijn voor de radarinstallaties van schepen en vliegtuigen.

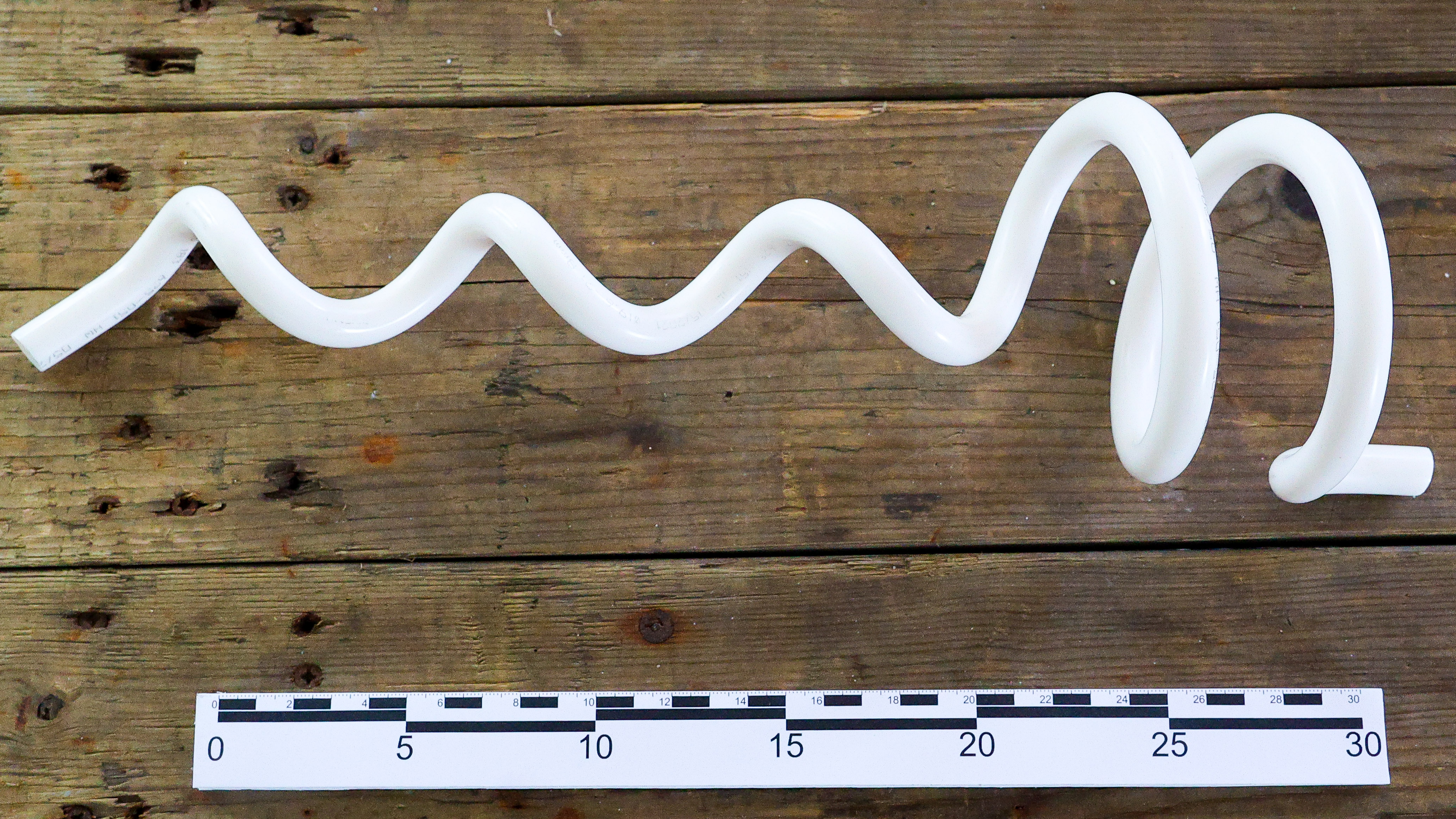
Vogelweringsspiraal met liniaal
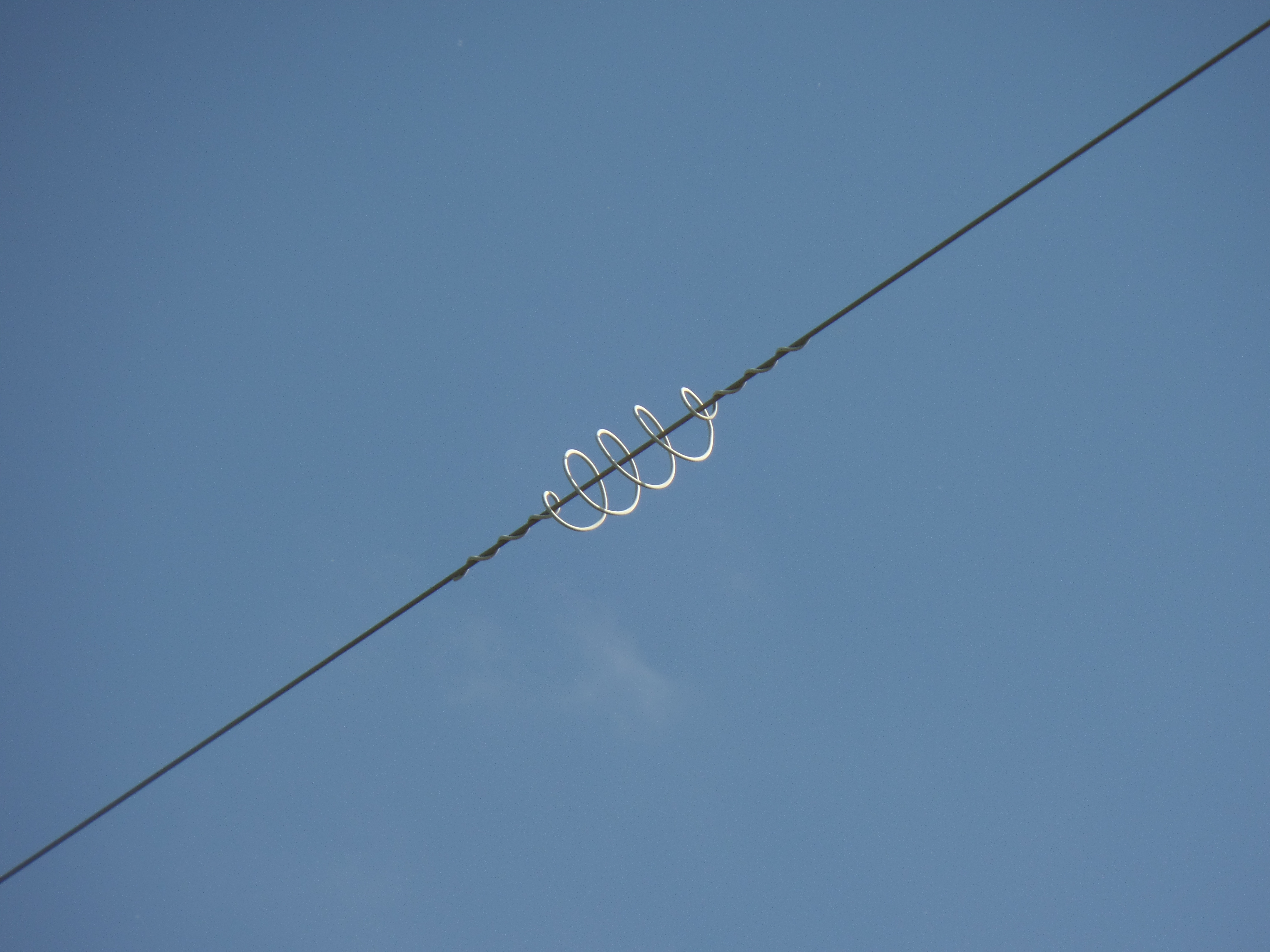
Vogelweringsspiraal
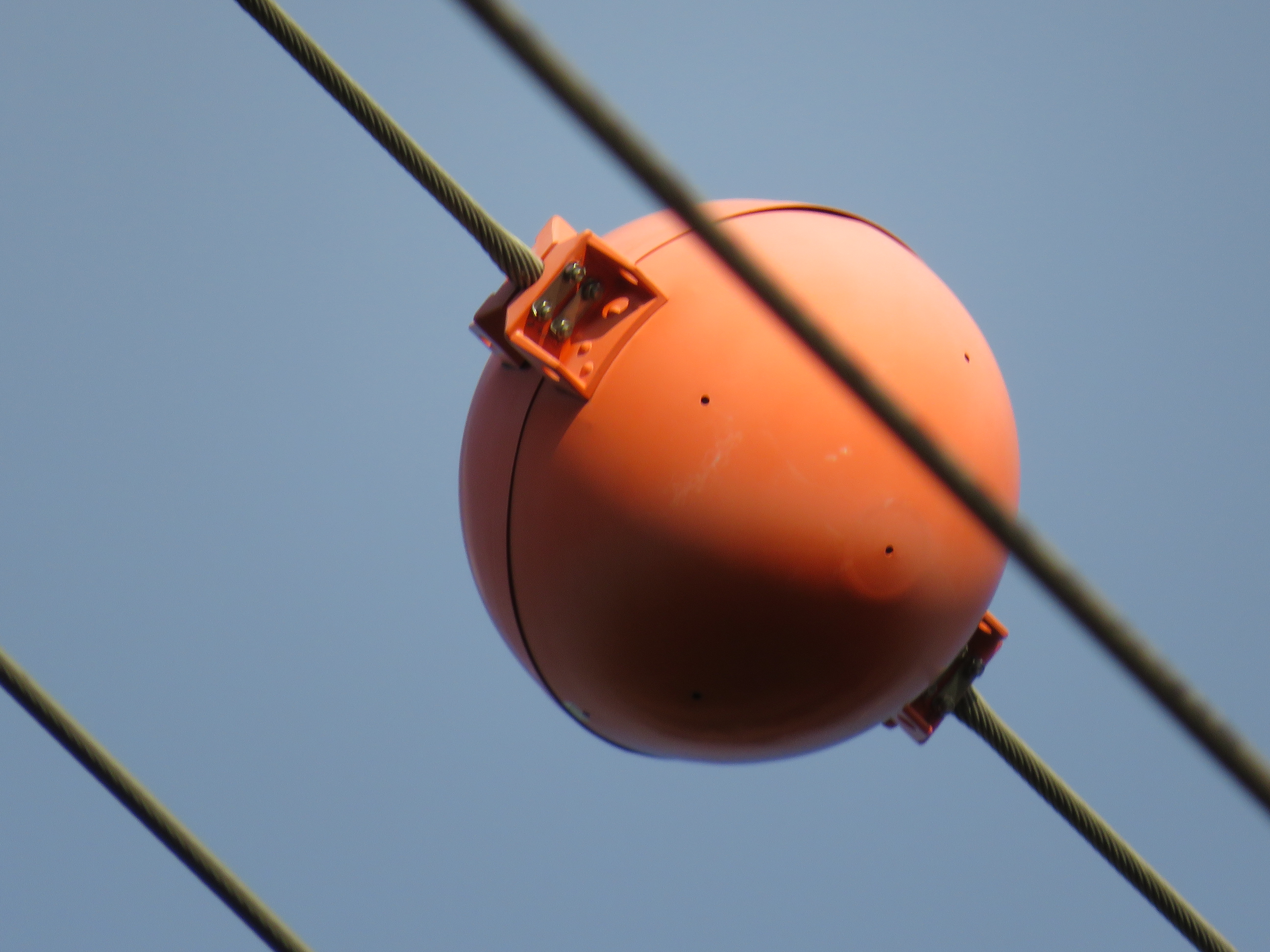
Markeringsbal